# Igreja do Bonfim (Portalegre)
A Igreja do Bonfim localiza-se na atual freguesia de Sé e São Lourenço, na cidade e no Município de Portalegre, no Distrito de Portalegre, em Portugal.
Está classificada como Imóvel de Interesse Público desde 1970.

## História
Ao fim de 16 anos de governo da Diocese de Portalegre, o seu 4º prelado, D. Diogo Correia, foi habitar uma quinta perto da cidade, propriedade que por essa razão passou a chamar-se "Quinta do Bispo". De acordo com a tradição local com fracos fundamentos históricos, que remonta apenas ao século XX, D. Diogo modelou a imagem representando o "Ecce Homo", que mandou colocar em determinado ponto da quinta. A imagem, feita de barro, por muito tempo conservou a cor natural. D. Diogo veio a falecer na dita quinta a 9 de outubro de 1614.
Em 1714 alguns devotos mandaram encarnar a imagem, e ao mesmo tempo ergueram para ela um pequeno nicho, o qual mais tarde foi transformado na atual Igreja, que passou a ser protegida pela esposa de João V de Portugal e passou a ter o título de "Real Igreja do Bonfim", a qual encerra uma decoração de talha e pinturas de valor incalculável,
D. Álvaro Pires de Castro Noronha, bispo de Portalegre nomeado por D. João V, lançou a primeira pedra para a sua fundação, em 21 de dezembro de 1721.
No dia dia 4 de Fevereiro de 1723 uma procissão trouxe a imagem do Senhor Jesus do Bonfim desde a Quinta do Bispo, onde era venerada, até à Igreja que foi construída sob a sua invocação e para a receber.
Tinha irmandade com 24 deputados, 12 clérigos, 12 seculares e Sua Majestade e Protectora.
Os paramentos eram ricos, brancos de tela de prata.
A igreja tem os seguintes altares: Senhora do Loreto, Senhor do Bonfim e Senhora do Amparo.
Em 1852 a igreja foi restaurada.
Foi outrora centro de romarias e actualmente realizam-se as festas do Senhor do Bonfim no último domingo de Setembro.